# Bröd för dagen
Bröd för dagen är en svensk miniserie från 1973. Serien som består av fyra avsnitt är i regi av Hans Abramson och manuset är skrivet av Olle Mattson. Serien visades i TV1.

## Rollista
- Stellan Agerlo - vägmästare
- Bertil Arlmark - Einar Bergqvist
- Lena Brogren - Agneta Bergqvist
- Jonas Falk - Wille Ljung
- Berta Hall - Hilma Magnusson
- Leif Hedberg - Leander
- Sture Hovstadius - Bernhard
- Tor Isedal - Harry
- Inga Landgré - Signe Ljung
- Evert Lindkvist - skolvaktmästare Arvid
- Jan Erik Lindqvist - Edvin Bergqvist
- Bengt Lindström - postmästaren
- Alf Nilsson - lantmätare
- Hans Polster - Åke Lindell
- Madeleine Richter - Edit Bergqvist
- Mona Seilitz - Helga Ljung
- Greta Stave - den gamla
- Sören Söderberg - Hallin
- Rune Turesson - Magnusson S
- Sonny  Johnson --- Smeden